# Wykop

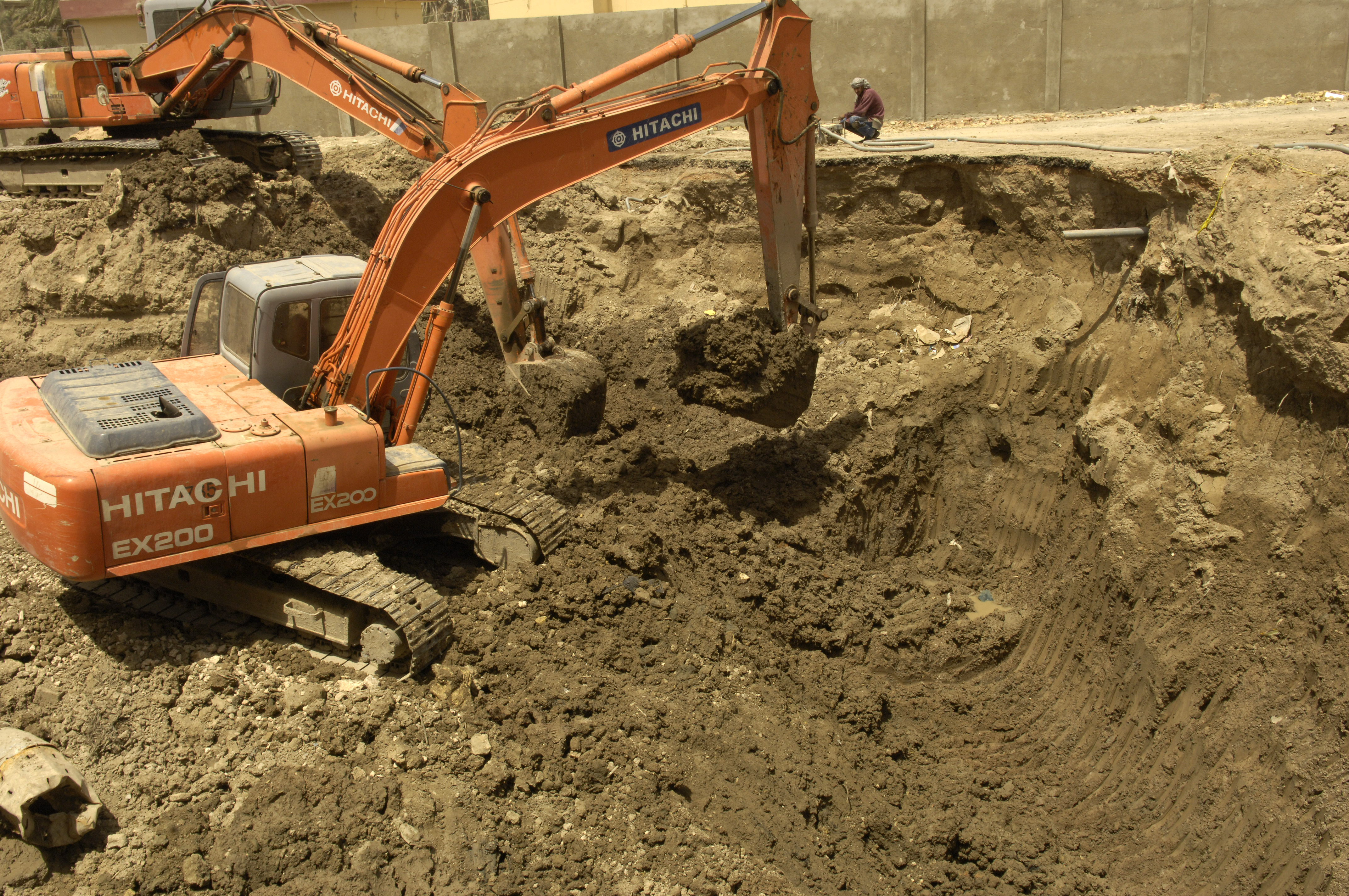
Wykopy

Wykop – budowla ziemna w postaci odpowiednio ukształtowanej, wolnej przestrzeni, powstałej w wyniku usunięcia zalegającego w niej gruntu. 
Wszelkie wykopy należy wykonywać wraz z zastosowaniem odpowiednich środków bezpieczeństwa. Nie należy wykonywać wykopów bez skarp lub rozparcia na głębokość większą niż 1 metr w gruntach piaszczystych i 1,5 metra w gruntach gliniastych.

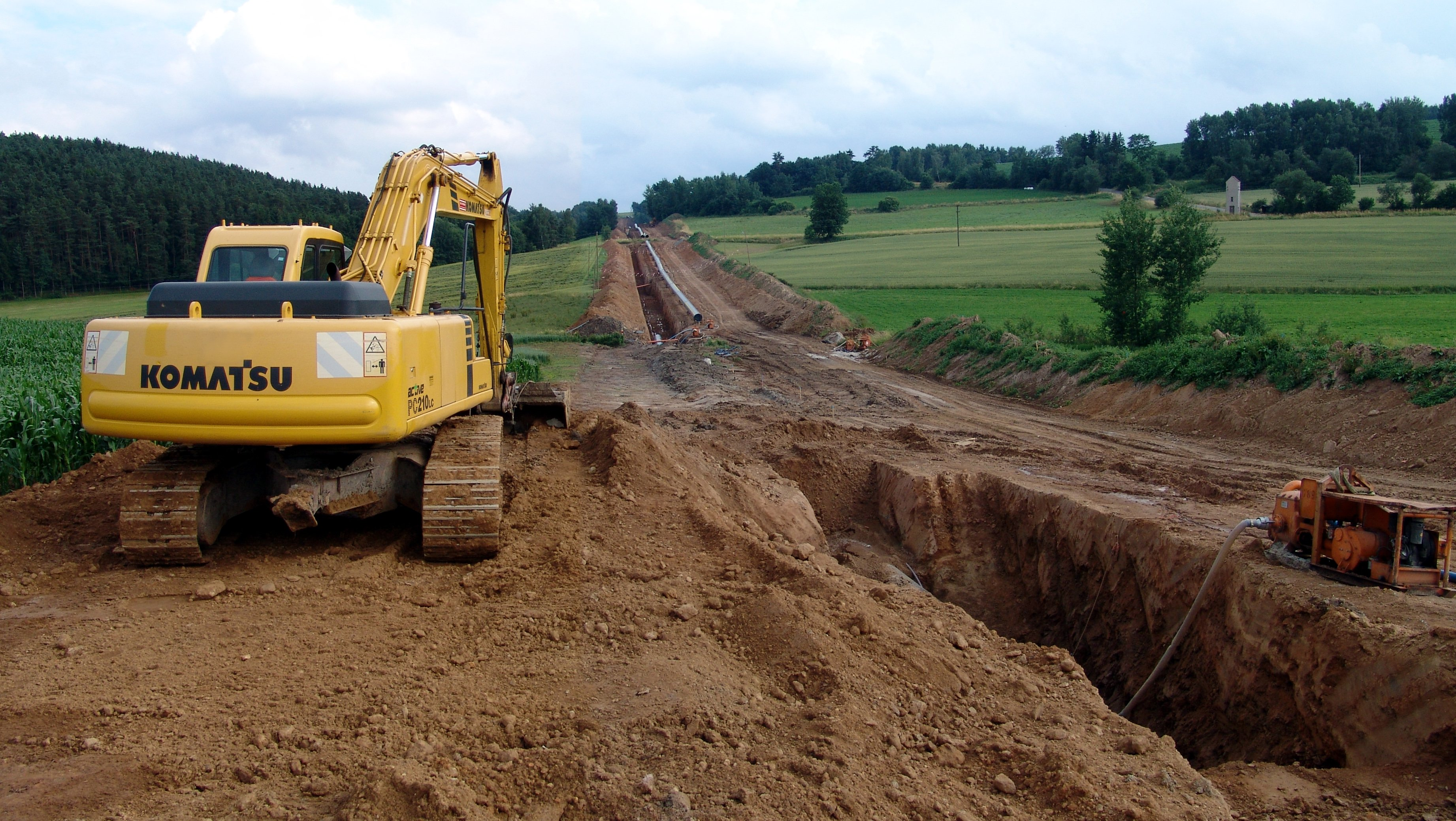
Wykopy

Wykopy można wykonywać dwiema metodami:
- metoda czołowa  – metoda ta jest skuteczna przy wykopach o dużych głębokościach, lecz małych szerokościach[2]
- metoda warstwowa (podłużna) – metoda ta jest skuteczna przy dużych szerokościach wykopów. Można wtedy zastosować oprócz koparek także spycharki i zgarniarki, zdejmujące kolejne warstwy gruntu. W innej wersji tej metody koparka wykonuje wykop na szerokość i głębokość zasięgu łyżki, który jest następnie poszerzany przez spycharko-zgarniarki.

Rodzaje wykopów: 
- Szerokoprzestrzenne – ich szerokość i długość w znaczącym stopniu przekracza głębokość. Szerokość od 1,5 m
- Wąskoprzestrzenne – szerokość ≤ 1,5 m, długość i głębokość dowolna
- Jamiste – długość i szerokość ≤ 1,5 m.